# Hullsjön
Hullsjön este o arie protejată (arie specială de conservare — SAC, sit de importanță comunitară — SCI, arie de protecție specială avifaunistică — SPA) din Suedia întinsă pe o suprafață de 268,8 ha, integral pe uscat.

## Localizare
Centrul sitului Hullsjön este situat la coordonatele 58°16′44″N 12°22′39″E / 58.2788°N 12.3774°E.

## Înființare
Situl Hullsjön a fost declarat sit de importanță comunitară în decembrie 1995 pentru a proteja 30 de specii de animale. Alte tipuri de protecție:
- arie de protecție specială avifaunistică (în martie 1996)[2]
- arie specială de conservare (în martie 2011)[1][3][4]

## Biodiversitate
Situată în ecoregiunea boreală, aria protejată conține 2 habitate naturale: Pajiști cu Molinia pe soluri calcaroase, turboase sau argilos-nămoloase (Molinion caeruleae), Lacuri eutrofice naturale cu vegetație de tip Magnopotamion sau Hydrocharition.
La baza desemnării sitului se află mai multe specii protejate de  păsări (30): rață sulițar (Anas acuta), rață lingurar (Anas clypeata), rață pitică (Anas crecca), rață fluierătoare (Anas penelope), rață mare (Anas platyrhynchos), rață cârâitoare (Anas querquedula), rață pestriță (Anas strepera), gârliță mare (Anser albifrons), gâscă cenușie (Anser anser), gâscă cu cioc scurt (Anser brachyrhynchus), gâscă de semănătură (Anser fabalis), fâsă roșiatică (Anthus cervinus), stârc cenușiu (Ardea cinerea),  prundaș gulerat mic (Charadrius dubius), erete de stuf (Circus aeruginosus), cristeiul de câmp (Crex crex), lebădă de iarnă (Cygnus cygnus), șoim de iarnă (Falco columbarius), becațină comună (Gallinago gallinago), Gallinago media, cocor (Grus grus), becațină mică (Lymnocryptes minimus), ferestraș mic (Mergus albellus), codobatura galbenă (Motacilla flava), culic mare (Numenius arquata), vultur pescar (Pandion haliaetus), Phalacrocorax carbo sinensis, bătăuș (Philomachus pugnax), chiră de baltă (Sterna hirundo), fluierar de mlaștină (Tringa glareola).